# Bierden

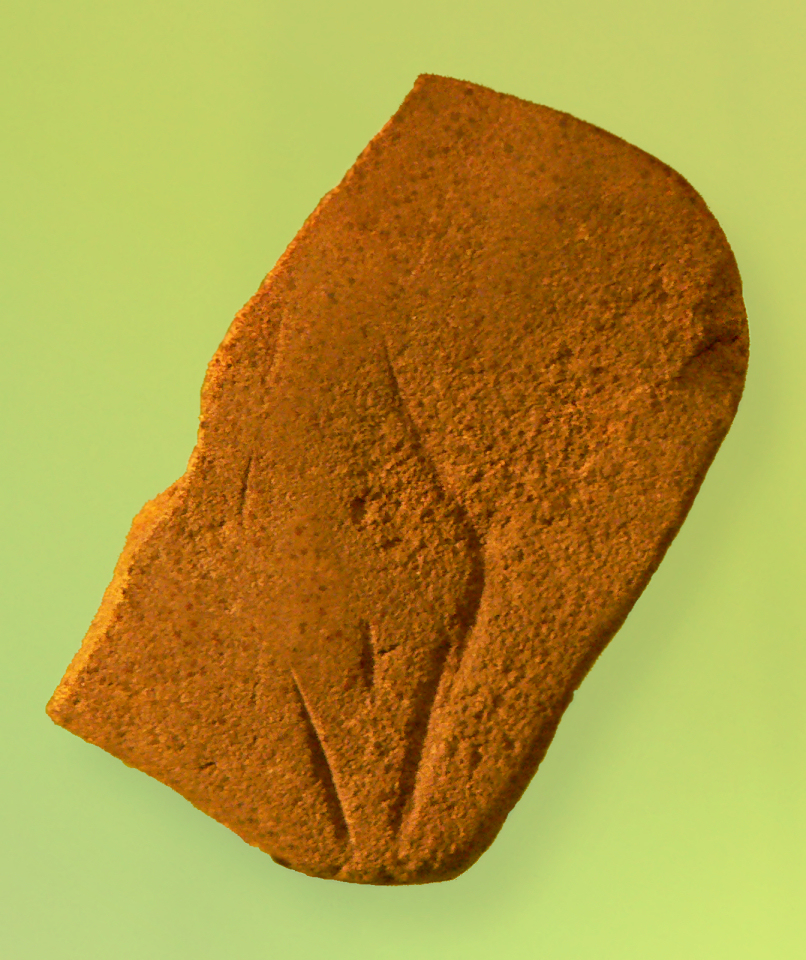
Steinzeitliche Frauendarstellung, die sogenannte „Venus von Bierden“, auf einem Sandsteingerät

Bierden ist eine Ortschaft in der niedersächsischen Stadt Achim im Landkreis Verden. 
Bierden liegt direkt an der Weser und an der L 158, die von Mahndorf nach Achim führt. Die A 27 verläuft nördlich 1,5 Kilometer entfernt.
Das 56 Hektar große Naturschutzgebiet Sandtrockenrasen Achim liegt zwischen den Achimer Ortsteilen Bierden und Uphusen.

## Geschichte
Bei archäologischen Ausgrabungen vor der Verlegung der Nordeuropäischen Erdgasleitung durch Mecklenburg-Vorpommern und Niedersachsen im Jahr 2011 bis 2012 wurde zwischen Bierden und Uphusen an einem alten Lagerplatz steinzeitlicher Jäger- sowie Sammlergruppen die sogenannte „Venus von Bierden“ gefunden. Es handelt sich um eine eingravierte, anthropomorphe Darstellung eines Frauenkörpers auf einem frühmesolithischen, etwa 5 × 7 cm großen Sandstein.

Die mächtige Familie Clüver besaß seit 1100 das adelige Gut Clüverswerder.
Am 1. Juli 1972 wurde Bierden in die Stadt Achim eingegliedert.

## Vereine
- TSV Bierden e. V. von 1930[7]
- Schützenverein Bierden e. V. (gegründet 1954)[8]

## Persönlichkeiten
- Martin Brüns (1911–1976), Politiker (SPD), war 1959 Bürgermeister in Bierden
- Jörg Karaschewski (* 1967), Flaggenkundler